# Luke Cook
Luke Cook (Sydney, 19 dicembre 1986) è un attore australiano.

## Biografia
Nato a Sydney, fra i suoi primi ruoli negli Stati Uniti c'è stato nel 2015 Dorian Gray nel settimo episodio della seconda stagione di The Librarians. Nel 2016 ha interpretato Donald Trump nella webserie The Candidate. Nel 2017 è apparso nei Guardiani della Galassia Vol. 2 in un ruolo minore.
Dal 2019 al 2020 ha interpretato Lucifer Morningstar nella sua forma umana nella serie Le terrificanti avventure di Sabrina: guest star nella seconda parte, è diventato un personaggio ricorrente nella terza e nella quarta. È stato inoltre la voce del gatto parlante Salem nel capitolo trentacinque della stessa serie e di Sorc Tormo nel videogioco Star Wars Jedi: Fallen Order.
Nel 2020 ha interpretato Guy LaMontagne nella serie Katy Keene, ambientata nello stesso universo narrativo di Sabrina e Riverdale.

## Filmografia

### Cinema
- Where Ya At, regia di Kwesi Johnson – cortometraggio (2013)
- Guardiani della Galassia Vol. 2 (Guardians of the Galaxy Vol. 2), regia di James Gunn (2017)
- How Do You Know Chris?, regia di Ashley Harris (2020)

### Televisione
- Faking It - Più che amiche (Faking It) – serie TV, 2x11-2x12 (2015)
- The Librarians – serie TV, 2x7 (2015)
- Modern Family – serie TV, 7x15 (2016)
- Major Crimes – serie TV, 5x9 (2016)
- Zach & Dennis: How It All Began – serie TV, 8 episodi (2016-2019)
- Le terrificanti avventure di Sabrina (Chilling Adventures of Sabrina) – serie TV, 12 episodi (2019-2020)
- Katy Keene – serie TV, 8 episodi (2020)

### Videogiochi
- Star Wars Jedi: Fallen Order (2019)

## Doppiatori italiani
Nelle versioni in italiano delle opere in cui ha recitato, Luke Cook è stato doppiato da: 
- Federico Di Pofi in Le terrificanti avventure di Sabrina[5]
- Federico Viola in Star Wars Jedi: Fallen Order[6]